# Tangub
Tangub è una città componente delle Filippine, situata nella Provincia di Misamis Occidental, nella Regione del Mindanao Settentrionale.
Tangub è formata da 55 baranggay:
- Aquino (Marcos)
- Balatacan
- Baluk
- Banglay
- Barangay I - City Hall (Pob.)
- Barangay II - Marilou Annex (Pob.)
- Barangay III- Market Kalubian (Pob.)
- Barangay IV - St. Michael (Pob.)
- Barangay V - Malubog (Pob.)
- Barangay VI - Lower Polao (Pob.)
- Barangay VII - Upper Polao (Pob.)
- Bintana
- Bocator
- Bongabong
- Caniangan

- Capalaran
- Catagan
- Garang
- Guinabot
- Guinalaban
- Huyohoy
- Isidro D. Tan (Dimaloc-oc)
- Kauswagan
- Kimat
- Labuyo
- Lorenzo Tan
- Lumban
- Maloro
- Mantic
- Manga
- Maquilao
- Matugnaw
- Migcanaway
- Minsubong
- Owayan

- Paiton
- Panalsalan
- Pangabuan
- Prenza
- Salimpuno
- San Antonio
- San Apolinario
- San Vicente
- Santa Cruz
- Santa Maria (Baga)
- Santo Niño
- Sicot
- Silanga
- Silangit
- Simasay
- Sumirap
- Taguite
- Tituron
- Tugas
- Villaba